# Iwon Grys
Iwon Józef Grys – polski gastrolog, dr hab. nauk medycznych, profesor nadzwyczajny Instytutu Nauk o Zdrowiu Podhalańskiej Państwowej Uczelni Zawodowej w Nowym Targu.

## Życiorys
Obronił pracę doktorską, 1 stycznia 1992 habilitował się na podstawie pracy zatytułowanej Kliniczne obserwacje chorych z objawową kamicą pęcherzyka żółciowego leczonych cholecystektomią. Jest zatrudniony na stanowisku profesora nadzwyczajnego w Instytucie Nauk o Zdrowiu Podhalańskiej Państwowej Uczelni Zawodowej w Nowym Targu oraz na Krakowskiej Akademii im. Andrzeja Frycza Modrzewskiego.
Był dyrektorem Instytutu Pielęgniarstwa i rektorem  Podhalańskiej Państwowej Wyższej Szkole Zawodowej w Nowym Targu.